# John von Neumann
John von Neumann, född Neumann János Lajos den 28 december 1903 i Budapest, död 8 februari 1957 i Washington, D.C., var en ungersk-amerikansk matematiker som var verksam i USA från 1930 och amerikansk medborgare från 1937. Han räknas som 1900-talets kanske främste matematiker, men gjorde även betydelsefulla bidrag inom kvantmekanik, datavetenskap och nationalekonomi.

## Biografi
Redan vid sex års ålder kunde Neumann räkna ut avancerade matematiska tal med enbart huvudräkning. John von Neumann inledde sin matematiska karriär inom mängdlära, och var också en pionjär när det gäller den matematiska formuleringen av kvantmekaniken.
Han var en av de viktigaste datavetenskapliga teoretikerna och har givit namn åt von Neumann-arkitekturen. Han deltog som konsult i arbetet med ENIAC och uppföljaren EDVAC, och publicerade under ledning av Herman Goldstine den inflytelserika rapporten First Draft of a Report on the EDVAC som beskriver von Neumann-arkitekturen. Han var efter detta huvudkonstruktör för den så kallade IAS-maskinen.
Under arbetet med IAS-maskinen i Princeton, New Jersey deltog den svenska stipendiaten Erik Stemme i ingenjörsgruppen och vid återkomsten till Sverige blev Stemme huvudkonstruktör av en svensk maskin av samma slag med namnet BESK vilken fick stort inflytande på svensk datorutveckling och datorindustri. Neumann besökte Sverige och inspekterade de datorer som tillverkats av matematikmaskinnämnden vid två tillfällen: år 1949 inspekterade han BARK och intresserade sig då för den multiplikator för flyttal som konstruerats av Gösta Neovius, och den 1 april 1954 närvarande han vid den informella invigningen av BESK. Vid detta tillfälle demonstrerade Bert Bolin meteorologiska beräkningar på maskinen, von Neumann ställde flera initierade frågor, och kommenterade att "this is a fabulous achievement". En anekdot gör gällande att Neumann trodde att den melodi som vid demonstrationen spelades på BESKs högtalare var Sveriges nationalsång, medan det i själva verket var Helan går som spelades av ett program skrivet av Stig Comét.
Neumann formulerade också teorier om cellautomater och självreplikerande maskiner – en parallell till upptäckten av DNA.
Tillsammans med Oskar Morgenstern räknas John von Neumann vidare som en ledande teoretiker bakom spelteorin. De publicerade tillsammans verket Theory of Games and Economic Behavior 1944. Spelteorin användes i USA som ett verktyg för strategisk analys under kalla kriget.
John von Neumann var medlem av den amerikanska atomenergikommissionen som ledde utvecklingen av USA:s kärnvapenarsenal.
1938 tilldelades von Neumann Böcherpriset och 1956 erhöll han det amerikanska meteorologisamfundets finaste utmärkelse, Carl-Gustaf Rossby-medaljen.